# Anonima listów kilka
Do Stanisława Małachowskiego, referendarza koronnego. O przyszłym sejmie Anonima listów kilka – ukazały się w latach 1788-1789 w kolejno pisanych przez Hugona Kołłątaja częściach:
- Część 1 O podźwignięciu sił krajowych – od 1 do 24 sierpnia 1788[1]
- Część 2 O poprawie Rzeczypospolitej – od 7 października do 7 listopada 1788[2]
- Część 3 zawierała ciąg dalszy tych rozwiązań, zawierała listy od 11 listopada do 19 grudnia 1788[3]

Poglądy Kołłątaja zawarte w tych listach były w wielu fragmentach podobne do poglądów Staszica. Republikanizm jego wychodzi również od koncepcji umowy społecznej, od przyrodzonego prawa człowieka do wolności działania, równości i posiadania własności gruntowej. I podobnie nie oznaczało to całkowitego zniesienia podziału stanowego. Koncepcja narodu opierała się również na antymagnackim sojuszu szlachecko-mieszczańskim, dopuszczającym mieszczan do sejmu i prac ustawodawczych. Krytykował Kołłątaj sarmatyzm, łącząc go z oskarżeniami magnatów jako odpowiedzialnych za obecny stan Polski.
Kołłątaj wychodząc od ekonomicznej doktryny fizjokratów (najwyższym źródłem bogactw jest ziemia), wprowadził modyfikacje opierając się na włoskich i angielskich ekonomistach, m.in. A. Smitha. Podkreślił ważną rolę pracy ludzkiej w wytwarzaniu wartości, co spowodowało postawienie na wysokiej pozycji rzemiosła i handlu.
W Listach anonima Kołłątaj nazwał realizacje reform w przeciwieństwie do francuskiej "łagodną rewolucją". Wiedział jednak, że hasła te mogły szokować konserwatywną opinię szlachecką, wyjaśniał więc swoje poglądy wyjątkową sytuacją polityczną, w której Polska ma szanse dokonać dzieła reformy i uratować swą niepodległość.